# لا مكان على الحدود (مسرحية)
لا مكان على الحدود هي مسرحية من فصل واحد للكاتب المسرحي الأمريكي كارلوس لاكامارا ردا على صراع الهجرة. عرضت لأول مرة في عام 2005.

## الحبكة
تبدأ المسرحية بحارس حدود يدعى غاري دوبس، الذي يجد جثة رجل هسباني. ويعتقد حارس الحدود أن الرجل قد مات، مع ذلك فان الرجل الذي يسموه حرس الحدود «الميت» يستيقظ فجأة، مما أذهل الحارس. اكتشف ان اسم الرجل هو روبرتو كاستيلو وانه يبحث عن ابنته بيلار البالغة من العمر 22 عاما والتي دخلت صحراء أريزونا من المكسيك على امل الانضمام إلى زوجها في الولايات المتحدة. يشتبه دوبس بان كاستيلو هو مهرب مخدرات ويقرر الانتظار معه حتى تأتي حرس الحدود وتتحقق مما إذا كانت تأشيرته حقيقية. يوضح كاستيلو انه لن يتحرك من تلك البقعة بالذات لأنه وجد جثة مشوهة وكان يعلم انه إذا عثر شخص ما على ابنته ميته، فانه يريد منه الاعتناء بالجثة حتى يأتي شخص آخر. وهو متأكد من ان الجثة ليست ابنته لان الرجل الذي هربها إلى الداخل قال انه إذا ماتت في الرحلة، سوف يضع قطعة قماش زرقاء على وجهها، وهو ما تفتقر اليه الجثة. خلال فترة انتظارهم، يتحدثون عن عائلاتهم وثقافاتهم، ويشكلون رابطا فريدا بين بعضهم البعض. في النهاية، رأى دوبس قطعة قماش زرقاء تحت صخرة بجانب الجسد، مما يشير إلى ان الجثة في الواقع هي بيلار; وقام كلاهما بدفن الجثة معا.
القصة الأخرى من المسرحية تتعلق برحلة بيلار عبر الصحراء. في إنتاج «ريبيرتوريو اسبانيول» عرضت هذه المشاهد باللغة الاسبانية. تدفع ذئبا (مهربا للبشر) يدعى دون ري ليأخذها عبر صحراء سونورا للانضمام إلى زوجها. تمشي عبر الصحراء مع مونتويا (المرشد) وجيسيوس أورتيز (رجل آخر يتم نهريبه عبر الحدود). يواجهون صعوبات على طول الطريق وكثيرا ما تشم مونتويا الكوكايين، وتقدم البعض منه إلى بيلار عندما تكون متعبة. تصاب يبلار بالجفاف ويضغط جيسيوس على مونتويا لتطلب المساعدة. تنطلق مونتويا لتجد المساعدة ولم تعد بعدها. وضع جيسوس قطعة قماش زرقاء على وجهها وتركها لتجد المساعدة علة أي حال. كلمات بيلار الاخيرة هي " Kooka-roo", في إشارة إلى شخصية دجاج كان والدها يضايقها معها. 

## تاريخ الإنتاج
تم عرض فيلم «لا مكان على الحدود» لأول مرة في مسرح هايوورث في ويلشاير، لوس انجلوس، كاليفورنيا في عام 2005. لعب لاكامارا دور روبرت وباتريك رو دور غاري في الإنتاج. كما ضم فريق الممثلين سيرجيو أراس وروبرت بروزيو وآني هينك وجو دياز وكيرفين بيرالتا. تلقت المسرحية تمرينا على القراءة كجزء من مسابقة" MetLife Repertorio Espanol" في نيويورك في عام 2006. وأدار القراءة جيسون راميريز.

## روابط خارجية
- The Hayworth Official Website
- Repertorio Español Official Website